# Dukuhjati Wetan
Dukuhjati Wetan is een plaats en bestuurslaag (kelurahan) in het onderdistrict (kecamatan) Kedung Banteng  in het regentschap Tegal van de provincie Midden-Java, Indonesië. Dukuhjati Wetan telt 2.181 inwoners (volkstelling 2010).